# Dievčenská skala
Dievčenská skala (660 m n. m.) je vrchol v Slovenském krase. Nachází se asi 3 kilometry jižně od Rožňavy a na jejím vrcholu se nachází vysílač.

## Charakteristika
Vrchol se nachází na severním okraji vyvýšené planiny bez výraznějších vrcholů, která se zvedá v podobě dlouhého hřebene. Výškově i tvarově nevýrazný vrch má tak strmé jen severní svahy, ostře vystupující z Rožňavské kotliny. Hustý porost a náročný terén ztěžuje přístup na planinu, která patří do Národního parku Slovenský kras.

## Vysílač Dievčenská skala
V nejvyšší části hřebene se nachází vysílač Dievčenská skala. Ocelová konstrukce s výškou 57 metrů byla postavena v roce 1983 a šíří signál televize i rozhlasu. Primárně pokrývá Rožňavskou kotlinu a je součástí jižní retranslační magistrály.

### FM vysílače[1]
| frekvence </br> [MHz] | program                     | regionální verze | ERP     | polarizace   |
| --------------------- | --------------------------- | ---------------- | ------- | ------------ |
| 88,6                  | rádio Regina                | východ           | 1 kW    | horizontální |
| 89,0                  | Rádio Anténa Rock           |                  | 0,10 kW | vertikální   |
| 91,0                  | rádio Devín                 |                  | 1 kW    | horizontální |
| 97,3                  | rádio Slovensko             |                  | 1 kW    | horizontální |
| 101,4                 | rádio Vlna                  | Východ           | 1 kW    | horizontální |
| 105,9                 | rádio Patria </br> rádio FM |                  | 1 kW    | horizontální |

### Vysílače DVB-T[3]
| multiplex    | kanál | ERP       | polarizace |
| ------------ | ----- | --------- | ---------- |
| 1. multiplex | 48    | 20 kW     | vertikální |
| 2. multiplex | 21    | 20 kW     | vertikální |
| 3. multiplex | 42    | 14,125 kW | vertikální |
| 4. multiplex | 22    |           | vertikální |

## Přístup
- po  modré a  zelené značce z Jovic
- po  žluté a  zelené značce z Krásnohorskej Dlhej Lúky